# Marie-Vincent Talochon
Ne doit pas être confondu avec Père Élisée.
Marie-Vincent Talochon, dit le Père Élisée, né à Thorigny le 19 janvier 1753 et mort le 27 novembre 1817 à Paris au Palais des Tuileries, est un médecin et chirurgien français.

## Biographie
Membre de l'ordre des Frères de la Charité, il devient célèbre pour ses talents de praticien. Directeur de l'hospice de Grenoble, il doit émigrer à la Révolution.
En 1814, il est nommé premier chirurgien de Louis XVIII et un devient son ami intime.